# Schloss Ehrnegg

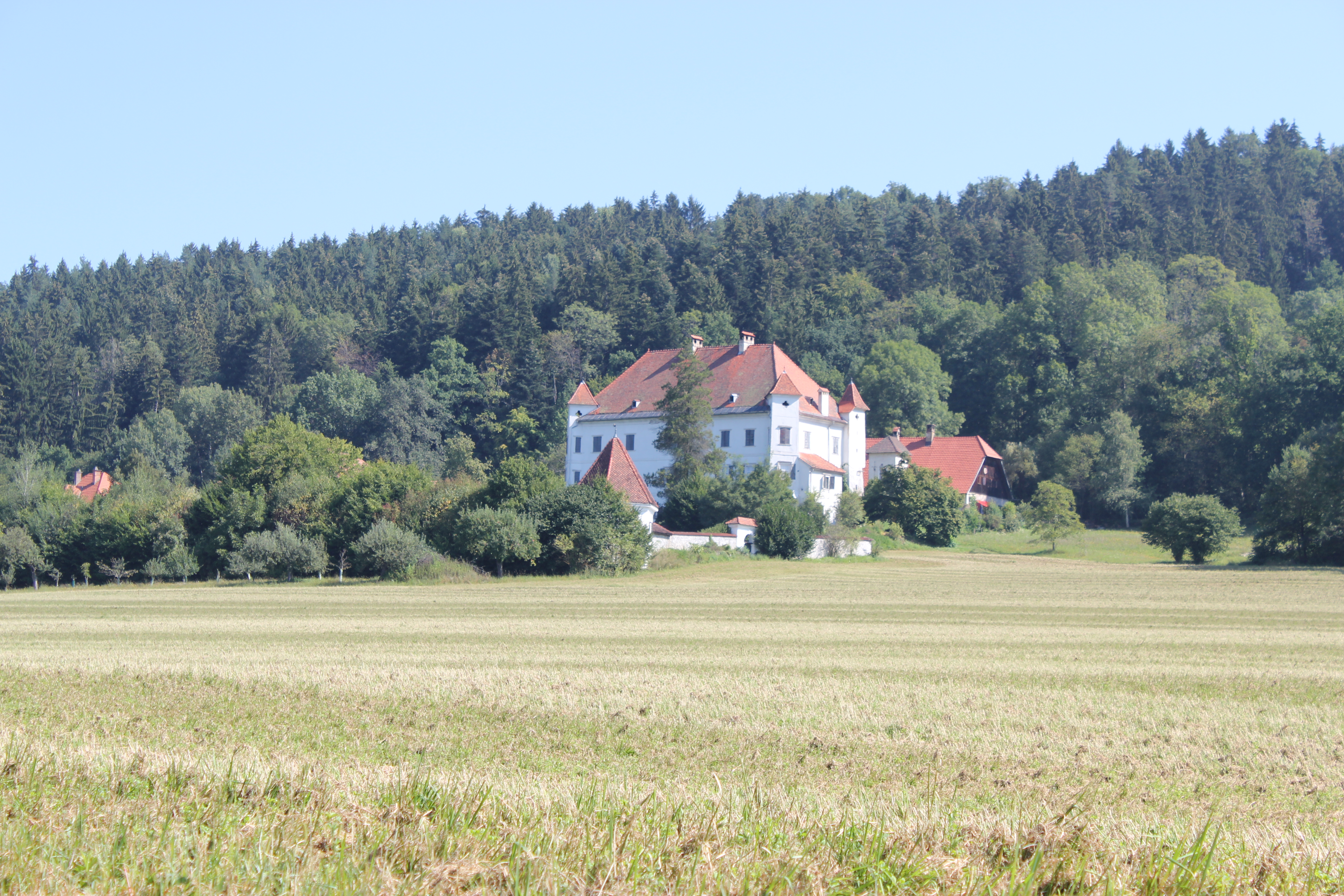
Schloss Ehrnegg (2011)

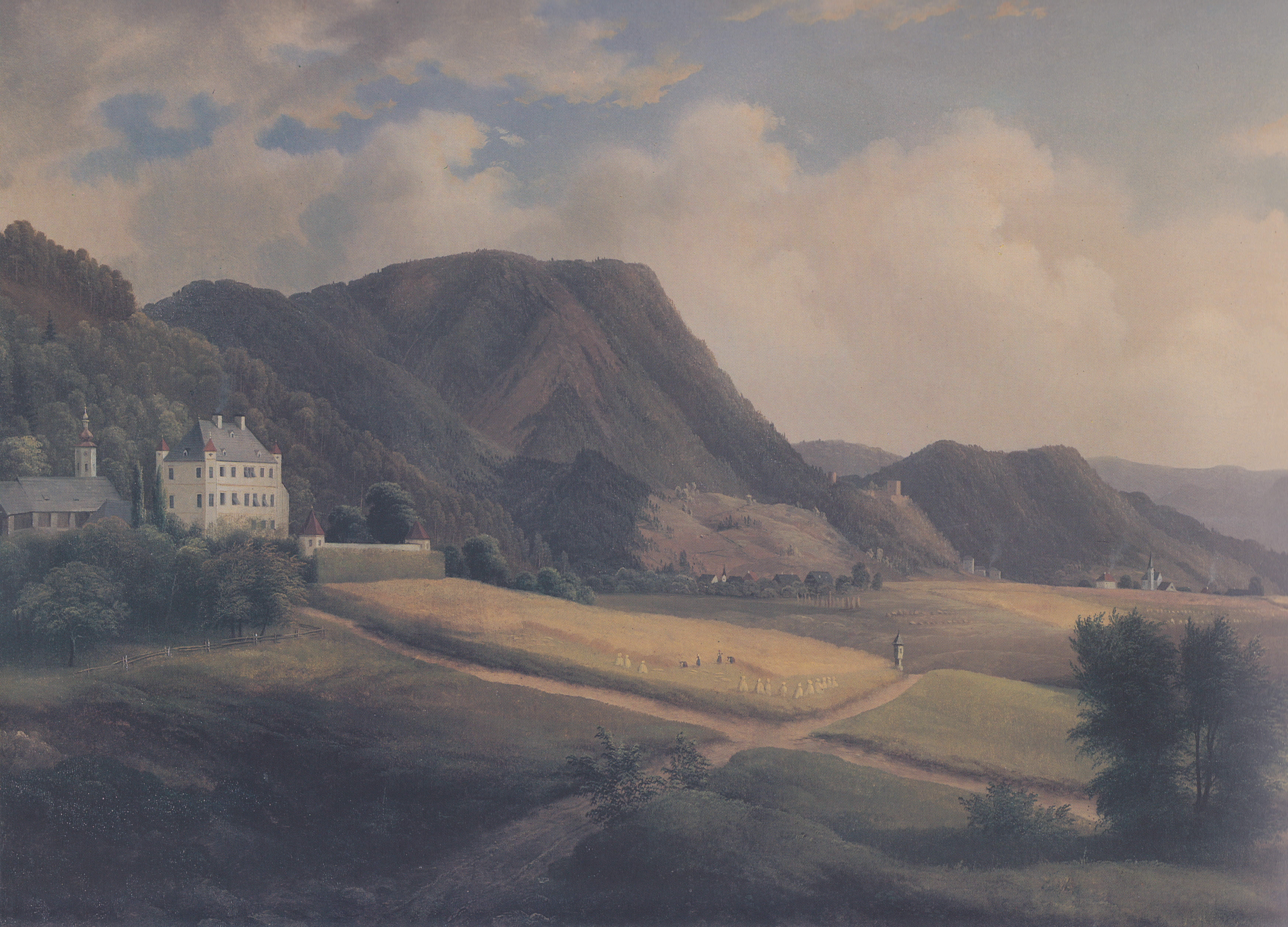
Markus Pernhart: Schloss Ehrnegg mit Ruden im Hintergrund

Schloss Ehrnegg ist an einem Berghang südöstlich von St. Kollmann in der Gemeinde Griffen gelegen.
Das Wort Egg ist eine alte Bezeichnung für Feld. Ehrnegg bedeutet daher Ährenfeld.
Im slowenischen Dialekt wird das Anwesen Rzenegg genannt. Rz ist der Name für Roggen, Rzenegg steht daher für Roggenfeld.

## Geschichte
1158 wird ein „Arnek“ erstmals urkundlich genannt.
Das heute bestehende Renaissanceschloss wurde 1586 von dem Bamberger Pfleger zu Weissenegg, Eberhard Erdtl von Haimstatt errichtet.
Um 1660 war das Schloss im Besitz von Neidhart Julius Freiherr von Staudach zu Freyenthurn und Ehrenegg.
1670 erwarb es Franz Graf von Dietrichstein, der das zweite Obergeschoß im Stil des Frühbarocks mit spätmanieristischen Elementen umgestalten ließ.
Graf Polykarp von Christallnigg verkaufte Ehrnegg 1771 an den Freiherrn Franz Josef Kaiserstein. 1774 kam die Anlage an den Freiherrn Max Thaddäus Egger, 1886 an die Freiherren von Helldorf. 1979 erwarb die Apothekerfamilie Edgar und Lieselotte Piskernik das Schloss und ließ die barocke Gartenanlage rekonstruieren.

## Baubeschreibung
Der stattliche dreigeschoßige, sechsachsige Renaissancebau steht auf einem rechteckigen Grundriss. Talseitig besitzt das Schloss zwei diagonal gestellte, hangseitig zwei erkerartig vorkragende Ecktürme. Über dem Rustikaportal an der Ostfassade ist das mit 1673 bezeichnete Doppelwappen der Dietrichsteiner-Paradeiser in ovalen Kartuschen angebracht. Die Mittelachse wird im zweiten Obergeschoß durch rundbogige Triforienfenster aus der Renaissance akzentuiert.
Im nordöstlichen Raum des ersten Obergeschoßes hat sich eine geschnitzte und bemalte Balkendecke aus der Erbauungszeit (16. Jahrhundert) erhalten. Der durchgängige Mittelsaal des zweiten Obergeschoßes besitzt ein stuckiertes Spiegelgewölbe vom Ende des 17. Jahrhunderts. Weiters befinden sich im Saal Teile eines Renaissancekamins mit Hermenpilastern aus der Bauzeit.
In der ummauerten, rekonstruierten, historischen Gartenanlage stehen zwei sechseckige, turmartige Gartenpavillons mit Resten des frühbarocken Architekturdekors.